# Антунес Коимбра, Эдуардо
Эдуардо Антунес Коимбра или Эду (порт.-браз. Eduardo Antunes Coimbra; род. 2 февраля 1947, Рио-де-Жанейро) — бразильский футболист и футбольный тренер.

## Биография
Родился в футбольной семье. Его отец (по национальности португалец) играл на позиции вратаря, а младший брат Зико стал знаменитым бразильским футболистом.
Будучи футболистом, Эду большую часть своей карьеры провел за «Америку» из Рио-де-Жанейро. В семидесятые годы считался одним из лучших дриблеров в чемпионате Бразилии. Позднее выступал за другие местные команды. В разные годы полузащитник провел три матча за сборную Бразилии.
Став тренером, Эду тренировал ряд известных бразильских клубов. С июня 1983 г. по июня 1984 г. он возглавлял сборной Бразилии. За это время она провела под его руководством три матча, в которых по разу выиграла, проиграла и сыграла вничью. Также специалист некоторое время работал с национальной командой Ирака.
В августе 2002 года Эду откликнулся на приглашение своего брата Зико и вошел в его тренерский штаб в сборной Японии. В течение многих лет он ассистировал ему во многих командах (Зико и Эду работали вместе в узбекском «Бунёдкоре» и в московском ЦСКА).

## Достижения

### Футболиста
- Обладатель Кубка Рио-Бранко (1): 1967.
- Обладатель Кубка Гуанабара (1): 1974.
- Чемпион Лиги Баияно (1): 1975.

### Тренера
- Обладатель Трофея Рио (1): 1982.
- Чемпион штата Парана (1): 1989.
- Чемпион Лиги Кариоки (1): 1990.

### Ассистента
- Чемпион Турции (1): 2006/07.
- Обладатель Суперкубка Турции (1): 2007.
- Обладатель Кубка Азии (1): 2004.
- Чемпион Узбекистана (1): 2008.
- Обладатель Кубка Узбекистана (1): 2008.
- Обладатель Суперкубка России (1): 2009.
- Обладатель Кубка России (1): 2008/2009.

### Индивидуальные награды
- Лучший бомбардир Кубка Роберто Гомеса Педрозы (1): 1969.